# میشائل مارتنس
میشائل مارتنس (آلمانی: Michael Maertens؛ زادهٔ ۳۰ اکتبر ۱۹۶۳) بازیگر اهل آلمان است.
از فیلم‌ها یا برنامه‌های تلویزیونی که وی در آن نقش داشته‌است، می‌توان به ققنوس اشاره کرد.